# Sofie Stougaard
Sofie Christine Stougaard (* 5. November 1966 in Svaneke) ist eine dänische Schauspielerin.

## Leben
Sofie Stougaard wuchs in der Kleinstadt Svaneke auf der Insel Bornholm auf. Nach ihrem Schulabschluss erlernte sie zunächst den Beruf der Keramikerin.
Im Jahr 1987 zog sie nach Kopenhagen, wo sie seither lebt. Ihre Schauspielausbildung absolvierte sie von 1988 bis 1991 an der Staatlichen Theaterhochschule in Kopenhagen. Als Bühnendarstellerin wirkte sie in zahlreichen Theaterstücken, Musicals, Varieté-Shows und in Ballett-Aufführungen mit, so unter anderem auch am Königlichen Theater Kopenhagen, am Folketeatret oder am Theater Helsingør. Seit 1993 hat sie als Schauspielerin vor der Kamera in bislang mehr als 40 Film-und-Fernsehproduktionen mitgewirkt. Sie führte bislang bei einem Spielfilm die Regie. Für ihr filmisches Schaffen wurde sie bereits mehrmals ausgezeichnet, so auch zweimal mit dem Bodil und einmal mit dem Robert. Im Jahr 2016 war sie Kandidatin in der dänischen Version der Tanzshow Let’s Dance. Sie ist zudem als Synchronsprecherin für Zeichentrickfilme aktiv.
Stougaard ist mit dem Drehbuchautor Torbjørn Rafn (* 1972) verheiratet. Das Paar hat einen gemeinsamen Sohn.

## Filmografie (Auswahl)
- 1993: Schwarze Ernte
- 1995: Harmony
- 1997: Royal Blues
- 1999: Bornholms stemme
- 2004: Hannah Wolfe
- 2006: Lotto
- 2011: Die Brücke – Transit in den Tod (Fernsehserie, 3 Folgen)
- 2014: Skammekrogen
- 2020: Sabbat (Kurzfilm)